# CCS (banda)
CCS fue una banda inglesa de Jazz Rock, que estuvo activa entre 1970 y 1974. El nombre está formado por las siglas de la expresión Collective Consciousness Society.

## Origen
La banda fue una idea del pianista y teclista inglés John Cameron, y del productor Mickie Most.
John Cameron, que había estudiado música clásica en Cambridge, provenía del mundo de las bandas sonoras para televisión (Kess, Cada casa debería tener uno, etc.) y de los arreglos para artistas de pop y jazz, como Donovan, Bobbie Gentry, Ella Fitzgerald, Burt Bacharach, Glenn Campbell o Joni Mitchell.
La idea era crear una banda que, al modo de los norteamericanos Blood, Sweat & Tears, reuniera secciones de metales y bases de rock potentes, sin ninguna limitación artística a priori.

## La banda
Most y Cameron, organizaron una verdadera Big Band que era, a la vez, un supergrupo, al incorporar algunas de las figuras más brillantes del rock, el jazz y el blues británico.

### La sección rock
La banda contó con dos vocalistas, Peter Thorup y Alexis Korner, este último considerado el verdadero padre del blues británico, y que había sido, durante mucho tiempo, la cabeza visible del grupo Blues Incorporated, uno de los referentes de la música inglesa de los años '60.
La sección rítmica, estuvo conformada por músicos provinientes de otro grupo histórico inglés, Blue Mink: Barry Morgan (batería), Herbie Flower (bajo) y Alan Parker (guitarra). Para reforzarla y darle un sonido más pesado, Cameron incorporó un contrabajista, Spike Heatley, y un segundo batería, Tony Carr, uno de los jóvenes músicos de jazz más cotizados del momento, que estaba por entonces trabajando con Donovan.

### La sección jazz
Sobre la base rock-blues señalada, Cameron organizó una sección de metales propia de una Big Band tradicional.
La sección de trompetas, estuvo integrada, inicialmente, por Greg Bowen, Les Condon, Harold Beckett y Henry Lowther, aunque posteriormente Bowen y Lowther fueron sustituidos por Tony Fisher y Kenny Wheeler, que entonces era un joven experimentador y que, unos años después, se convertiría en el más destacado de los trompetistas británicos (a pesar de ser canadiense de origen), gracias a sus grabaciones en el sello alemán ECM.
Tres trombonistas (Don Lusher, Bill Geldard y John Marscall, sustituido más tarde por Brian Perrin) y una trompa (el ubicuo Neil Sanders), completaban los metales.
En cuanto a la sección de maderas (saxos, clarinetes y flautas), reuniendo a los jóvenes más reconocidos de la escena jazz británica, era realmente brillante: Harold McNair, Pete King, Danny Moss, Bob Efford y el barítono Ronnie Ross. Posteriormente, McNair fue sustituido por Tony Coe, saxofonista conocido, sobre todo, por ser el solista del tema principal de Henry Mancini para el film, El regreso de la Pantera Rosa.

## Álbumes
El primer álbum de CCS se publicó en 1970 y se llamó, escuetamente, CCS. Contenía, básicamente, temas de Thorup, Korner y Cameron, pero también, algunas versiones de temas de grupos de rock de la época, como Living in the Past, de Jethro Tull, así como clásicos como (I Can't Get No) Satisfaction, de Rolling Stones, o una espectacular versión del espiritual negro, Vade in the water, interpretado en un peculiar ritmo mixto de 7/4 y 13/4.
Sin embargo, el tema que los colocó en los charts británicos, fue la versión de Whole Lotta Love, de Led Zeppelin.
La banda sacaría un segundo LP, CCS II, en 1971 y otro más, The Best Band in the Land , en el año 1973, pero no sobrevivió mucho más tiempo, debido tanto a la dificultad económica de mantener un grupo tan extenso, como a la disparidad de obligaciones de sus miembros.

## Sencillos
Algunos de sus singles entraron en las listas de éxito inglesas, y de algunos otros países europeos:
- "Whole Lotta Love" (1970)- UK #13
- "Walkin'" (1971) - UK #7 / Alemania #15
- "Tap Turns on the Water" (1971) - UK #5 / Alemania #28
- "Brother" (1972) - UK #25
- "Sixteen Tons" (1972)
- "The Band Played the Boogie" (1973) - UK #36
- "Hurricane Comin'" (1974)